# Río Guadalmez
El río Guadalmez es un río del centro-sur de la península ibérica perteneciente a la cuenca hidrográfica del Guadiana que discurre entre las provincias de Córdoba y Ciudad Real. 
Es el de mayor longitud entre los afluentes del río Zújar.

## Curso
Nace en el término municipal de Cardeña cerca del límite de la provincia de Córdoba con la de Ciudad Real. Transcurre en sentido noroeste, definiendo durante casi todo el su recorrido el límite de las provincias mencionadas. Tras unos 90 km aproximados de recorrido, vierte sus aguas en el embalse del Zújar en el término de Capilla, ya en territorio de la extremeña provincia de Badajoz. 
El Guadalmez discurre a través de un paisaje de relieve poco pronunciado, aproximadamente un 3% de pendiente, por lo que el régimen de la corriente es tranquilo. Sin embargo, en algunas zonas, la presencia de afloramientos rocosos hace que se produzcan encajonamientos y vertientes más destacables, por lo que el régimen de las aguas se hace más turbulento. Su cauce se ubica entre dos penillanuras como son el valle de los Pedroches y el valle de Alcudia, caracterizados por la presencia de importantes zonas adehesadas y de cultivo.
Algunos de los principales arroyos tributarios por la margen izquierda son el de Endrinar, Buenas Hierbas, Pedro Moro, Grana, Navaluenga, Guadamora, Tamujoso, Santa María, de la Cigüeñuela y de la Canaleja.
Es un río de carácter estacional, con una fuerte dependencia de las precipitaciones otoñales e invernales pero que durante el estiaje conserva pozas con agua hasta bien entrado el verano debido a la presencia de sustratos impermeables.

## Conservación
La parte andaluza del entorno del río Guadalmez has sido declarada Zona Especial de Conservación (ZEC). La dehesa es la formación que  domina el paisaje ZEC, como resultado de la geomorfología de la zona. Las formaciones arboladas se localizan asociadas a la orilla del río, básicamente en la mitad occidental de la ZEC, mientras que las formaciones de matorral son de escasa significación.
La cabaña ganadera, formada por ganado bovino, ovino y, en menor medida, porcino, es el principal aprovechamiento. Las amplias zonas de dehesa y la limitada capacidad agrícola  de los suelos explican la importancia de la ganadería en régimen extensivo principalmente. El clima es de tipo mediterráneo, caracterizado por un largo periodo de sequía estival que alcanza los cuatro meses y unos inviernos bastante suaves, con temperaturas variables que alcanzan sus valores máximos entre julio y agosto mientras que las temperaturas mínimas se dan entre enero y febrero. Se trata de un clima con una alta continentalidad térmica y un régimen pluvial sumamente irregular tanto anual como estacionalmente, con escasez de precipitaciones durante el estío. La época de lluvias se extiende desde el otoño a la primavera y con frecuencia se manifiestan de forma torrencial.
En las zonas bajas las formaciones arboladas están dominadas por los encinares (Quercus rotundifolia). Asociadas a las formaciones de  ribera se hallan especies como sapillo pintojo ibérico (Discoglossus galganoi), galápago leproso (Mauremys leprosa) y europeo  (Emys orbicularis), nutria (Lutra lutra) y otras especies de mamíferos más generalistas en lo que a hábitat se refiere como el zorro (Vulpes vulpes), el tejón (Meles meles) o la garduña (Martes foina) y el omnipresente conejo que presenta grandes densidades en las zonas de tamujares adyacentes al río.